# Diesdorf (Magdeburg)
Diesdorf, Magdeburg-Diesdorf – dzielnica miasta Magdeburg w Niemczech, w kraju związkowym Saksonia-Anhalt.